# Ludolfingowie

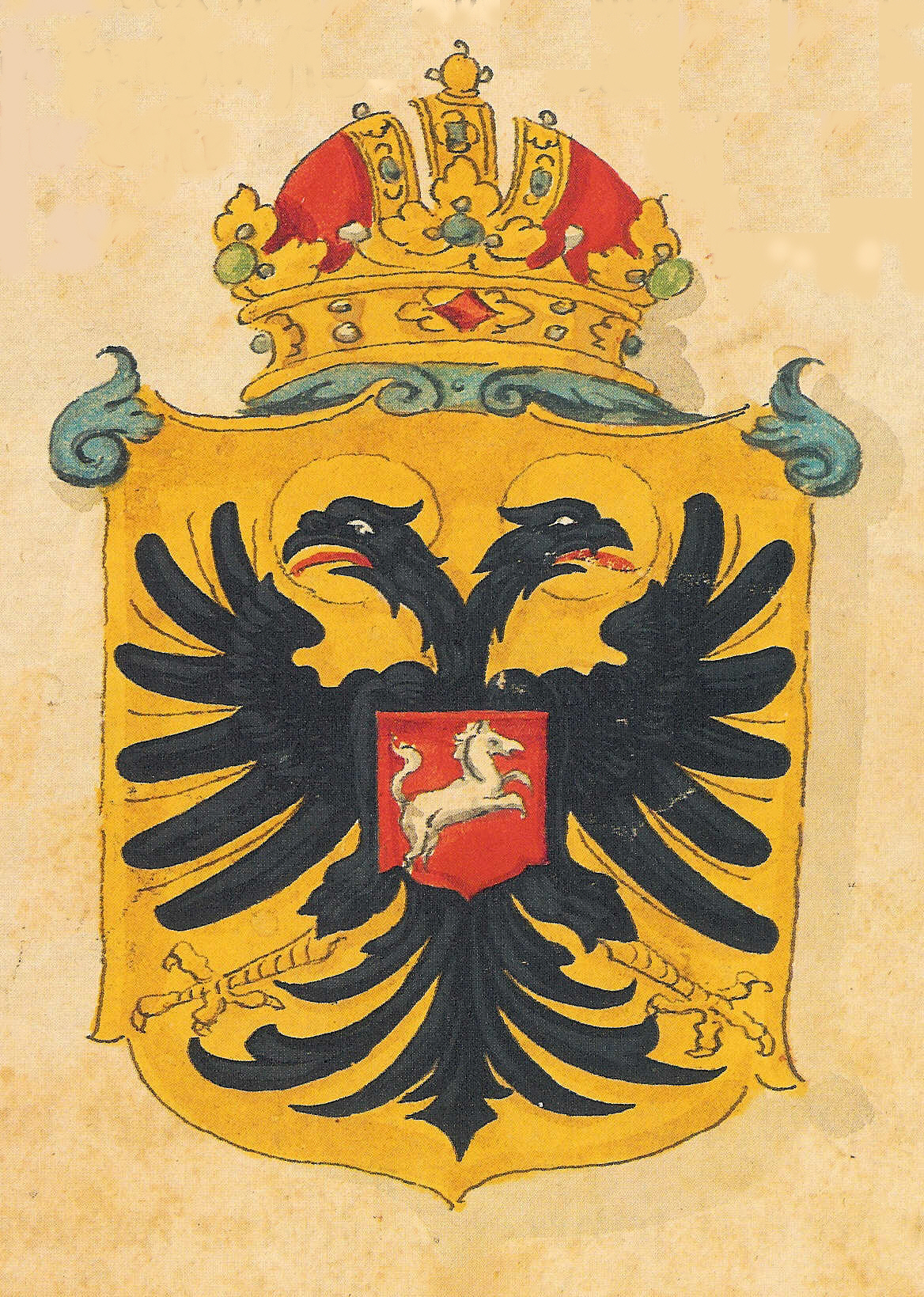
Fantazyjny herb Ludolfingów na piersi cesarskiego orła

Ludolfingowie (niem. Liudolfinger), inne nazwy: dynastia ottońska, dynastia saska – dynastia władców Niemiec w latach 866–1024 i cesarzy, panujących w Świętym Cesarstwie Rzymskim w latach 962–1024.

## Dzieje dynastii
Założycielem dynastii był Ludolf (zm. 866) książę Saksonii. Od jego imienia pochodzi nazwa dynastii, zwanej także czasami saską. Jego wnuk Henryk I Ptasznik (zm. 936) został wybrany w 919 na króla niemieckiego. Jego syn Otton I Wielki (zm. 973) w 962 został koronowany na cesarza. Niektórzy historiografowie uważają tę datę za początek Świętego Cesarstwa Rzymskiego.
Ostatnim z głównej linii był Otton III (zm. 1002). Dążył do stworzenia uniwersalistycznego imperium obejmującego wszystkie kraje chrześcijańskiej Europy. Władcą słowiańskiej części według tej koncepcji miał być polski książę Bolesław I Chrobry. Spotkał się z nim przy okazji pielgrzymki do grobu św. Wojciecha w Gnieźnie w 1000. Ustanowiono tam (w porozumieniu z papieżem) m.in. samodzielną organizację kościelną z arcybiskupstwem w Gnieźnie.
Po śmierci Ottona III tron przejął Henryk II Święty z linii bawarskiej. Boczna linia rodu panowała w Bawarii w latach 947–1017 (z przerwami). Wywodziła się od Henryka I, brata cesarza Ottona I. Henryk IV (zm. 1024) został wybrany na króla niemieckiego jako Henryk II (od 1014). Wraz ze śmiercią jego brata Brunona, biskupa Augsburga w 1029 wygasła dynastia. Tron niemiecki przypadł dynastii salickiej.

## Przedstawiciele dynastii

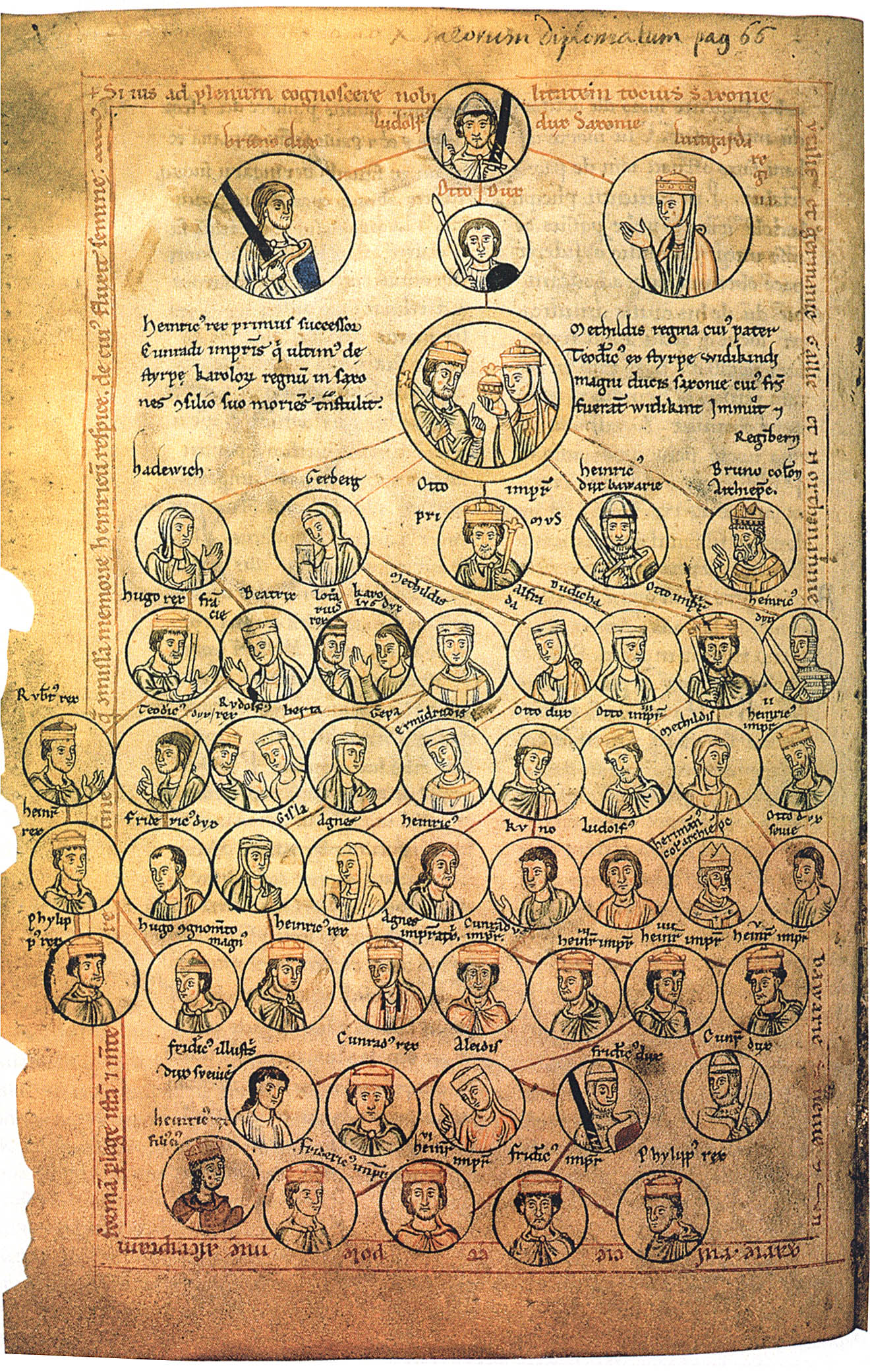
Drzewo genealogiczne Ludolfingów, wykonane w średniowieczu

### Władcy Saksoniiiwładcy Niemiec
- Ludolf, graf wschodniej Saksonii, zm. 866
- Bruno, graf wschodniej Saksonii 864–880, syn Ludolfa
- Otton I Znakomity, książę Saksonii 880–912, syn Ludolfa
- Henryk I Ptasznik, książę Saksonii 912–936, król Niemiec 919–936, syn Ottona I Znakomitego
- Otton I Wielki, książę Saksonii i Turyngii od 936, król Niemiec od 936, król Włoch od 961, cesarz 962–973, syn Henryka I
- Otton II, król Niemiec i król Włoch od 961, cesarz 973–983, syn Ottona I
- Otton III, król Niemiec od 983, cesarz 996–1002, syn Ottona II
- Henryk II Święty, książę Bawarii (jako Henryk IV) od 995, król Niemiec i król Włoch od 1002, cesarz 1014–1024, prawnuk Henryka Ptasznika

### Książęta Bawarii
- Henryk I 947–955, syn Henryka Ptasznika
- Henryk II Kłótnik 955–976, syn Henryka I
- Otton I Szwabski 976–982, wnuk cesarza Ottona I
- Henryk III Młodszy 983–985 (spoza dynastii)
- Henryk II Kłótnik 985–995 (ponownie)
- Henryk IV 995–1005, syn Henryka II Kłótnika (późniejszy król i cesarz Henryk II)

### Książęta Szwabii
- Ludolf 948–957, syn Ottona I Wielkiego
- Otto I 973–982, syn Ludolfa